# بطولة العالم للدراجات على المضمار 1901
بطولة العالم للدراجات على المضمار 1901 هي الدورة ال9 من بطولة العالم للدراجات على المضمار، أجريت في برلين، ألمانيا.

## النتائج النهائية
| المسابقة                              | ذهبية                    | فضية                  | برونزية                |
| ------------------------------------- | ------------------------ | --------------------- | ---------------------- |
| الرجال                                |                          |                       |                        |
| السرعة الفردية                        | Thorvald Ellegaard (DEN) | ادمون جاكلين (FRA)    | جوس شيلينغ (NED)       |
| سباق مطاردة الدراجة النارية للهواة    | هاينريش سيفرز (GER)      | برونو سالزمان (GER)   | Alfred Görnemann (GER) |
| سباق مطاردة الدراجة النارية للمحترفين | Thaddäus Robl (GER)      | Piet Dickentman (NED) | Fritz Ryser (SUI)      |